# Thomas Denis
Thomas Denis (Bignan, 18 juli 1997) is een Frans baan- en wegwielrenner. In 2016 won Denis, samen met Benjamin Thomas, Florian Maître, Corentin Ermenault en Sylvain Chavanel, de ploegenachtervolging op het Europees kampioenschap. Een jaar later won hij deze titel nogmaals deze keer samen met Louis Pijourlet, Benjamin Thomas, Florian Maitre en Corentin Ermenault.

## Baanwielrennen

### Palmares
| Jaar     | NK                                         | EK                                   | WK       | Overig                          |
| Junioren | Junioren                                   | Junioren                             | Junioren | Junioren                        |
| -------- | ------------------------------------------ | ------------------------------------ | -------- | ------------------------------- |
| 2014     | ploegenachtervolging · koppelkoers         |                                      |          |                                 |
| 2015     |                                            | achtervolging                        |          |                                 |
| Beloften |                                            |                                      |          |                                 |
| 2016     |                                            | ploegenachtervolging · achtervolging |          |                                 |
| 2019     |                                            | koppelkoers                          |          |                                 |
| Elite    |                                            |                                      |          |                                 |
| 2014     |                                            |                                      |          |                                 |
| 2015     |                                            |                                      |          |                                 |
| 2016     | ploegenachtervolging · achtervolging       | ploegenachtervolging                 |          |                                 |
| 2017     | ploegenachtervolging · omnium · kopelkoers | ploegenachtervolging                 |          |                                 |
| 2018     |                                            |                                      |          |                                 |
| 2019     | ploegenachtervolging · achtervolging       |                                      |          |                                 |
| 2020     |                                            |                                      |          | WB Milton: ploegenachtervolging |